# Michael Calderón
Michael Calderón (San José, Costa Rica) es un futbolista costarricense que juega como delantero en IF Kraft Närpes, de la Segunda División de Finlandia. A nivel menor ha tenido participación en el Club Sport Herediano, Deportivo Saprissa, y Liga Deportiva Alajuelense

## Trayectoria

### Paso por Herediano, Saprissa y Alajuelense
Michael Calderón se formó a nivel menor en el Club Sport Herediano. Tras su nivel mostrado, el mediocampista causó interés en las canteras del Deportivo Saprissa y en Liga Deportiva Alajuelense. Calderón no lo pensó dos veces para dar el salto a los grandes del país. En las escuelas del Deportivo Saprissa mantuvo un buen nivel pero posteriormente por razones no identificadas, dio el salto al máximo archirrival del club morado. En Alajuela también tuvo una actuación brillante, que le abriría a las universidades de Estados Unidos

### Trayectoria por Estados Unidos
Inicio en Universidad Fairleigh Dickinson, pero posteriormente pasó a las filas de la Universidad de Nuevo México. Tras su enorme paso por ambas universidades fue seleccionado por el Vancouver Whitecaps de la Major League Soccer en el Draft de la MLS. Finalmente en el club canadiense no pudo tener participación porque ya las plazas extracomunitarias estaban llenas en el club de Vancouver

### USL Pro; Wilmington Hammerheads
Tras su fracaso en la MLS con el Vancouver Whitecaps, llegó a Wilmington Hammerheads para mantener su nivel.

### IF Kraft Närpes
Tras sus problemas de descenso, el IF Kraft Närpes contrato a Calderón para evitar el descenso. Debutó una semana después de su contratación en un juego por la Segunda División de Finlandia ante el Masku. En su segundo juego su club ganaría 1-6 al KaaPo Kaarina en la segunda división de Finlandia; el costarricense participó en cinco goles, brindando dos asistencias.  Al finalizar la temporada el Närpes jugó 8 partidos, todos como titular, disputó 678 minutos en donde brindó cinco asistencias, y dos goles. Es considerado el mejor jugador en la historia del club finlandés. Al llegar al club, el IFKN tenía 4 juegos ganados, 3 empatados, y 12 perdidos eran últimos y a un punto de descender, y desde su llegada todo cambio, el club registró 6 victorias, 1 empate y solo una derrota salvándose del descenso.